# Uromyrtus lamingtonensis
Uromyrtus lamingtonensis là một loài thực vật có hoa trong Họ Đào kim nương. Loài này được N.Snow & Guymer mô tả khoa học đầu tiên năm 2001.